# Pseudojana clemensi
Pseudojana clemensi är en fjärilsart som beskrevs av Schultze 1910. Pseudojana clemensi ingår i släktet Pseudojana och familjen Eupterotidae. Inga underarter finns listade.